# 寺門大輔
寺門 大輔（てらかど だいすけ、1974年7月12日 - ）は、東京都出身のサッカー指導者。

## 来歴
東京都出身。2013年、三浦泰年監督の下で東京ヴェルディのコーチを務めた。
2014年からは、Jリーグ・アンダー22選抜のテクニカルスタッフを務める。

## 学歴
- 栃木県立宇都宮高等学校
- 宇都宮大学
- 筑波大学大学院

## 指導歴
- 1999年 - 2013年  ヴェルディ川崎/東京ヴェルディ1969/東京ヴェルディ
  - 1999年 - 2001年 テクニカルグループスタッフ
  - 2002年 - 2012年  テクニカルスタッフ
  - 2013年 コーチ
- 2014年 - 日本スポーツ振興センター マルチサポート事業
  - 2014年 - 2015年  Jリーグ・アンダー22選抜 テクニカルスタッフ